# المؤتمر الكاثوليكي العالمي للحركة الكشفية
المؤتمر الكاثوليكي العالمي للحركة الكشفية (بالإنجليزية:International Catholic Conference of Scouting) هو هيئة دولية مستقلة ملتزمة بتعزيز ودعم الجمعيات الكشفية الكاثوليكية ويكون حلقة الوصل بين الحركة الكشفية والكنيسة الكاثوليكية. يقع مقرها في روما، إيطاليا .

## روابط خارجية
- المؤتمر الكاثوليكي العالمي للحركة الكشفية الموقع الرسمي
- المؤتمر الكاثوليكي العالمي للحركة الكشفية منطقة أمريكا
- المؤتمر الكاثوليكي العالمي للحركة الكشفية المنطقة الأوروبية المتوسطية